# Чекано
Чекано (итал. Ceccano) је насеље у Италији у округу Фрозиноне, региону Лацио.
Према процени из 2011. у насељу је живело 14805 становника. Насеље се налази на надморској висини од 223 м.

## Становништво
Према резултатима пописа становништва 2011. у општини је живело 23.098 становника.
| 1936.  | 1951.  | 1961.  | 1971.  | 1981.  | 1991.  | 2001.  | 2011.  |
| ------ | ------ | ------ | ------ | ------ | ------ | ------ | ------ |
| 15.139 | 17.196 | 17.514 | 18.875 | 20.927 | 22.121 | 22.334 | 23.098 |

## Партнерски градови
- Plouzané
- Канкун